# Conocladus
Conocladus is een geslacht van slangsterren uit de familie Gorgonocephalidae.

## Soorten
- Conocladus australis (Verrill, 1876)